# Lampada a cherosene

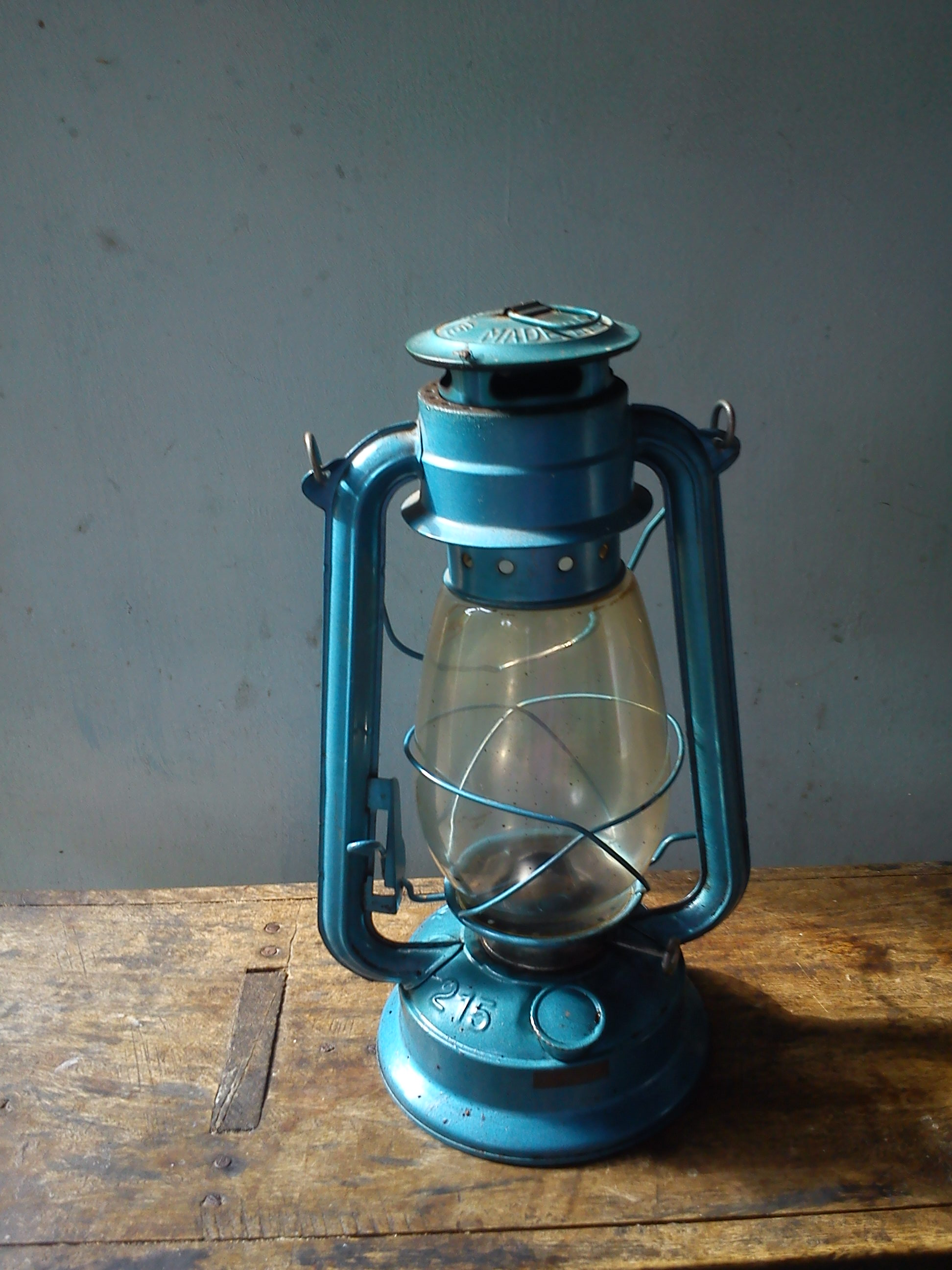
Lampada al cherosene

La lampada a cherosene o lampada a petrolio è un sistema di illuminazione che sfrutta come fonte di energia la combustione del cherosene.

## Descrizione e storia
La lampada è composta da un bulbo contenente il combustibile, uno stoppino che va dal bulbo all'esterno e un "coprilampade" aperto di vetro che permette quindi il passaggio dell'ossigeno.
Durante la combustione il cherosene risale lungo le fibre dello stoppino per capillarità garantendo così un rifornimento costante di combustibile alla fiamma. In passato, prima della scoperta della raffinazione del petrolio, si usavano oli vegetali o di balena (i quali producevano molto fumo e poca luce). La sua invenzione fece aumentare anche le occasioni di lettura nelle ore più buie, in un'epoca dove l'alfabetizzazione era in aumento. La produzione di lampade a petrolio avvenne dal 1859 agli inizi degli anni cinquanta (dopo si diffuse l'illuminazione elettrica), oggi per alimentare queste lampade non si usa più il petrolio (nocivo e pericoloso) ma degli oli di paraffina profumati.
La prima descrizione di una semplice lampada che usava l'olio minerale fu fatta dallo scienziato persiano Rhazes nel IX secolo, nel suo Kitab al-Asrar. Nel 1846 Abraham Gesner inventò un sostituto dell'olio di balena, ricavandolo dal carbone. Successivamente, ricavato dal petrolio, il cherosene divenne un comune combustibile per l'illuminazione; versioni moderne della lampada a cherosene furono sviluppate dall'inventore e farmacista armeno-polacco Ignacy Łukasiewicz.